# رایان مک‌گوان
رایان مک‌گوان (انگلیسی: Ryan McGowan؛ زاده ۱۵ اوت ۱۹۸۹) یک بازیکن فوتبال اهل استرالیا است.